# Асе ле Жимо
Асе ле Жимо (фр. Assais-les-Jumeaux) насеље је и општина у западној Француској у региону Поату-Шарант, у департману Де Севр која припада префектури Партне.
По подацима из 2011. године у општини је живело 774 становника, а густина насељености је износила 14,81 становника/km². Општина се простире на површини од 52,26 km². Налази се на средњој надморској висини од 110 метара (максималној 144 m, а минималној 75 m).

## Демографија
| 1962. | 1968. | 1975. | 1982. | 1990. | 1999. | 2011. |
| ----- | ----- | ----- | ----- | ----- | ----- | ----- |
| 1.009 | 1.122 | 994   | 901   | 808   | 794   | 774   |

График промене броја становника у току последњих година